# カーキ選挙
ウェストミンスター・システムにおけるカーキ選挙（カーキせんきょ、英語: Khaki election）とは戦争に大きく影響された選挙を指す。第二次ボーア戦争の最中に行われた1900年イギリス総選挙が最初の用例であり、イギリス陸軍が1896年に軍服に採用したカーキ色に由来する。野党が戦争を遂行する与党を批判せざるを得ないため、与党は野党に愛国心が足りないと簡単に中傷することができ、伝統的には野党が勝利しにくいとされている。
イギリスでは1900年の総選挙のほか、1918年（第一次世界大戦）、1945年（第二次世界大戦）の総選挙を指すこともある。1918年の総選挙ではデビッド・ロイド・ジョージ率いる連立派が大勝、1945年の総選挙では戦中指導者であったウィンストン・チャーチル擁する保守党が労働党に大敗し、政権交代を起こした。ただし、イギリス軍は1900年6月にトランスヴァール共和国の首都プレトリアを占領しており、トランスバール大統領ポール・クリューガーもヨーロッパで亡命していたため、1900年の総選挙時点では戦争終結が近いとみなされていた。
イギリス以外では1917年カナダ総選挙が第一次世界大戦中に行われ、カーキ選挙と呼ばれた。